# Figure 8
A Figure 8 Elliott Smith ötödik nagylemeze, amely 2000. április 18-án jelent meg. Ez a második lemeze nagy zenei kiadónál, és az utolsó, amelyet halála előtt befejezett. Szerepel az 1001 lemez, amit hallanod kell, mielőtt meghalsz című könyvben.

## Az album dalai
|     | Cím                                          | Szerző(k)     | Hossz |
| --- | -------------------------------------------- | ------------- | ----- |
| 1.  | Son of Sam                                   | Elliott Smith | 3:04  |
| 2.  | Somebody That I Used to Know                 | Smith         | 2:09  |
| 3.  | Junk Bond Trader                             | Smith         | 3:49  |
| 4.  | Everything Reminds Me of Her                 | Smith         | 2:37  |
| 5.  | Everything Means Nothing to Me               | Smith         | 2:24  |
| 6.  | L.A.                                         | Smith         | 3:14  |
| 7.  | In the Lost and Found (Honky Bach)/The Roost | Smith         | 4:32  |
| 8.  | Stupidity Tries                              | Smith         | 4:23  |
| 9.  | Easy Way Out                                 | Smith         | 2:44  |
| 10. | Wouldn't Mama Be Proud                       | Smith         | 3:25  |
| 11. | Color Bars                                   | Smith         | 2:19  |
| 12. | Happiness/The Gondola Man                    | Smith         | 5:04  |
| 13. | Pretty Mary K                                | Smith         | 2:36  |
| 14. | I Better Be Quiet Now                        | Smith         | 3:35  |
| 15. | Can't Make a Sound                           | Smith         | 4:18  |
| 16. | Bye                                          | Smith         | 1:53  |

## Közreműködtek
- Elliott Smith – vezető vokál
- Sam Coomes – basszusgitár (Everything Means Nothing to Me, In the Lost and Found (Honky Bach), Stupidity Tries és Pretty Mary K)
- Pete Thomas – dob (Junk Bond Trader, Wouldn't Mama Be Proud? és Can't Make a Sound)
- Joey Waronker – dob (Stupidity Tries)
- Jon Brion – háttérvokál (Happiness/The Gondola Man)

## Fordítás
Ez a szócikk részben vagy egészben a Figure 8 (album) című angol Wikipédia-szócikk ezen változatának fordításán alapul.  Az eredeti cikk szerkesztőit annak laptörténete sorolja fel. Ez a jelzés csupán a megfogalmazás eredetét és a szerzői jogokat jelzi, nem szolgál a cikkben szereplő információk forrásmegjelöléseként.